# Haplostylus pacificus
Haplostylus pacificus är en kräftdjursart som först beskrevs av Hansen 1912.  Haplostylus pacificus ingår i släktet Haplostylus och familjen Mysidae. Inga underarter finns listade i Catalogue of Life.